# Безумные годы (серия фильмов)
«Безумные годы» (серб. Lude godine, произносится как Луде године) — это югославская серия фильмов, созданная на основе одноименного фильма 1977 года. Оригинальный фильм и девять его сиквелов были сняты Зораном Чаличем в период с 1977 по 1992 годы. Серия фильмов стала широко известна неофициально как Žikina dinastija (Жикина династия), название 7-го фильма серии, выпущенного в 1985 году. Неофициальное название сериала пародировало американскую мыльную оперу «Династия», которая пользовалась огромной популярностью в Югославии в середине 1980-х годов.
То, что в конечном итоге превратилось в сериал, началось в 1977 году с фильма «Безумные годы». Одна из целей фильма, сосредоточенного вокруг пары подростков Бобы (Владимир Петрович) и Марии (Риалда Кадрич), заключалась в решении социальных проблем, таких как незащищенный секс и подростковая беременность. Однако ансамбль второстепенных персонажей, в первую очередь Живорада «Жика» Павловича (Драгомир Боянич Гидра) и Милана Тодоровича (Марко Тодорович), привлек внимание публики, проявив большой комедийный потенциал. Позже это было использовано в девяти последующих сиквелах, поскольку все они вращались вокруг пары родственников мужа — чокнутого рабочего класса Жики и строгого интеллектуала Милана — а не молодой пары.
Если первые две части получили в основном положительный приём, то почти каждый последующий фильм из этой серии подвергся критике со стороны кинокритиков. Большинству не понравилось то, что, по их мнению, было плохим выбором режиссера и грубым народным юмором, наполненным сельскими и городскими стереотипами, которые проявляются в персонажах Жики и Милана соответственно. Несмотря на свою скромную репутацию, серия фильмов оказалась ценной тренировочной площадкой и карьерным трамплином для многих актерских талантов и будущих звезд югославского / сербского кино, таких как Соня Савич, Зоран Цвиянович, Никола Койо, Гала Виденович, Бранко Джурич и другие.
Внутри страны фильмы имели кассовый успех и были популярны в СССР.

## Фильмы
Фильмы в серии:
1. Lude godine (Безумные годы) (1977)
2. Došlo doba da se ljubav proba (Пришло время любить), также известная как Lude godine II (Безумные годы II) (1980)
3. Ljubi, ljubi, al' glavu ne gubi (Люби, люби, но не теряй головы) (1981)
4. Kakav deda takav unuk (Какой дед, такой и внук) (1983)
5. Idi mi, dođi mi (Как придёт, так и уйдёт) (1983)
6. Šta se zgodi kad se ljubav rodi (Что происходит, когда любовь приходит) (1984)
7. Žikina dinastija (Жикина династия) (1985)
8. Druga Žikina dinastija (Вторая Жикина династия) (1986)
9. Sulude godine (Жикины мемуары) (1988)
10. Žikina ženidba (Жикина женитьба) (1992), также известная как Ženidba Žike Pavlovića (Свадьба Жики Павловича) в Хорватии
11. Povratak Žikine dinastije (Жикина династия: Возвращение), отмененный в 2018 году на этапе производства из-за отсутствия государственного финансирования[5].

## Смена имен ролей на протяжении всего киносериала
- В первых двух частях сериала семью Марии зовут Джорджевич (директор школы (Стево Жигон) обращается к Милану как «мистер Джорджевич»), а в каждой последующей — Тодорович. Интересно, что некоторые актеры сыграли в серии фильмов несколько разных ролей.
- Предраг Милинкович сыграл двоюродного брата Зики во второй части, почтальона в шестой, скрипача в седьмой и пациента в больнице в девятой.
- Петар Лупа играл пьяницу в первой и второй частях и дирижера на репетиции в пятой части.
- В седьмой части Снежана Савич изобразила девушку, которую Жика и Милан отправили к Мише в поезде, а в десятой части — певицу.
- Ранко Ковачевич сыграл Дивляка в первой части и русского таксиста в шестой.
- Ванеса Ойданич появилась в пятой части как девушка с гвоздикой, которая, по мнению Милана, ответила на его рекламу, в шестой части как Оля, а в десятой части как женщина из Туджмана.
- Вука Дунджерович появилась в шестой части как русская графиня, а в десятой — как русская женщина.
- Однако сериал неожиданно сопротивлялся смене актеров, за исключением персонажа Миши, которого пришлось заменить из-за возраста актеров.

## Критический приём
| Фильм                                 | Критический приём | Критический приём |
| Фильм                                 | iMDb              | Кинопоиск         |
| ------------------------------------- | ----------------- | ----------------- |
| Безумные годы                         | 7.4 (1600 оценок) | 7.2 (173 оценки)  |
| Пришло время любить                   | 7.3 (1300 оценок) | 7.0 (854 оценки)  |
| Люби, люби, но не теряй головы        | 7.1 (1300 оценок) | 6.6 (227 оценок)  |
| Какой дед, такой и внук               | 7.3 (1400 оценок) | -                 |
| Как придёт, так и уйдёт               | 7.1 (1200 оценок) | -                 |
| Что происходит, когда любовь приходит | 7.1 (1200 оценок) | -                 |
| Жикина династия                       | 7.6 (2700 оценок) | 6.3 (191 оценка)  |
| Вторая Жикина династия                | 7.4 (1800 оценок) | -                 |
| Жикины мемуары                        | 5.9 (1100 оценок) | -                 |
| Жикина женитьба                       | 4.9 (955 оценок)  | -                 |

### Награды
Зоран Чалич получил пять наград на международных фестивалях за фильмы «Безумные годы» и «Пришло время любить», дважды в Салерно, Александрии и премию Unicef в Абруццо.

## Количество просмотров
Премьера фильма «Пришло время любить» состоялась в Белграде 31 января 1980 года. Фильм был настолько часто просмотрен, что в том году был приостановлен показ других фильмов. Его показывали в прайм-тайм во всех белградских кинотеатрах до 4 мая, когда его сняли с репертуара в связи со смертью Иосипа Броз Тито, и только в Белграде за этот период его посмотрели более 600 000 зрителей.
Большая часть фильмов из серии имели большую зрительскую аудиторию, кроме бывшей Югославии, они были популярны и в странах Восточных Балкан. Фильмы приобрели большую популярность, а актеры стали большими кинозвездами в России. В 1980 году актриса Риалда Кадрич получила приглашение участвовать в кинофестивале в Москве, где ее встретили как голливудскую диву.
Фильм «Пришло время любить» был показан примерно в двадцати московских кинотеатрах, а ожидание билетов составило более трех месяцев.
Благодаря большому успеху и зрительской аудитории серии в России, фильм «Что происходит, когда любовь приходит» был снят специально для их рынка, и именно поэтому по сценарию Миша влюбляется в русскую девушку Наташу, а в фильме много говорящих по-русски.

## Популярность
Драгомир Боянич-Гидра сыграл более сотни ролей в фильмах и сериалах, но этот серия фильмов стала знаковой для его карьеры, а роль Жики Павловича считается шедевром сербского и югославского кинематографа.
Марко Тодорович приобрел большую популярность благодаря роли Милана Тодоровича, которая принесла ему роль Иосипа Броз Тито в нескольких партизанских фильмах.
В этом сериале Никола Койо сыграл одну из первых главных ролей, что сделало его одним из самых популярных и известных актеров молодого поколения в Югославии того времени, а позже ему досталась главная роль в фильме «Мы не такие».
Гала Виденович прославилась в фильме «Что происходит, когда любовь приходит» и продолжила играть русскую Наташу в этом сериале, популярность ей принесли также большие роли в фильмах «Держись за воздух» и «Клубника в горле», а также главная роль в сериал «Метла без ручки» и в фильме «Шарик на воде».

## Места
Место и дом, где жили Милан и Елена, в серии несколько раз меняли. В первых трех фильмах они живут в центре города, в здании напротив резиденции княгини Любицы. Следующие три фильма они жили на великолепной вилле в Дединье. Они меняли виллы еще два раза, но тоже в Дединье. «Жикина династия» снималась в доме, где снимались многочисленные отечественные фильмы и сериалы, а «Вторая Жикина династия» снималась в доме, где также жил Озрен Солдатович из сериала «Счастливые люди». Интересно, что в последней части серии, «Жикина женитьба», они вернулись в дом из четвертого фильма «Какой дед, такой и внук».